# Mahmutlar, Demirci
Mahmutlar là một thị trấn thuộc huyện Demirci, tỉnh Manisa, Thổ Nhĩ Kỳ. Dân số thời điểm năm 2011 là 1.026 người.